# Ocymyrmex sobek
Ocymyrmex sobek är en myrart som beskrevs av Bolton 1981. Ocymyrmex sobek ingår i släktet Ocymyrmex och familjen myror. Inga underarter finns listade i Catalogue of Life.